# Asaf Pekdeğer
Asaf Pekdeğer (* 25. Oktober 1950 in Mersin, Türkei; † 17. Mai 2011 in Berlin, Deutschland) war ein deutsch-türkischer Geowissenschaftler und Professor für Hydrogeologie an der Freien Universität Berlin.

## Leben
Asaf Pekdeğer stammte aus einer prominenten türkischen Familie. Sein Vetter Kemal Derviş war Vizepräsident der Weltbank und türkischer Wirtschaftsminister unter Ministerpräsident Bülent Ecevit. Unter seinen Vorfahren befindet sich auch ein Großwesir.
Pekdeğer wuchs in Ankara auf und studierte in Deutschland, wo er bis zu seinem Tod lebte und arbeitete. 1977 wurde er an der Universität Kiel mit einer Untersuchung zur Grundwasserbeschaffenheit promoviert. Ab 1987 vertrat er an der Freien Universität Berlin das Fachgebiet Hydrogeologie am Fachbereich Geowissenschaften. Schwerpunkte seiner Forschungs- und Lehrtätigkeit waren Grundwassermanagement, Hydrogeochemie und die Geothermie.
Seit 1996 besaß Pekdeğer die deutsche Staatsbürgerschaft.